# Saint-Hippolyte (Doubs)
Pour les articles homonymes, voir Saint-Hippolyte.
Saint-Hippolyte est une commune française située dans le département du Doubs, la région culturelle et historique de Franche-Comté et la région administrative Bourgogne-Franche-Comté.
Ses habitants sont appelés les Saint-Hippolytains et Saint-Hippolytaines.

## Géographie

### Toponymie
Altare S. Ypoliti en 1045 ; Altare Sancti Hypoliti en 1143 ; Sancti Ypoliti en 1239 ; Saint Hypolite en 1265 ; Seint Ypolite en 1353 ; Saint Ypolitte en 1451 ; Sainct Hipolite en 1671 ; Doubs-Marat en 1793 ; Hippolyte en 1795.
Commune fusionnée depuis 1973 avec Mouillevillers (Moillevillers, Mollevillers en 1312 ; Mouillevillers en 1614, 1638 ; Moillevillers en 1748.
Saint-Hippolyte est traversé par le Doubs et le Dessoubre (le confluent de ces deux rivières s'appelle "le Revirot").

### Climat
Pour des articles plus généraux, voir Climat de la Bourgogne-Franche-Comté et Climat du Doubs.
En 2010, le climat de la commune est de type climat de montagne, selon une étude du Centre national de la recherche scientifique s'appuyant sur une série de données couvrant la période 1971-2000. En 2020, Météo-France publie une typologie des climats de la France métropolitaine dans laquelle la commune est exposée à un climat de montagne ou de marges de montagne et est dans la région climatique  Jura, caractérisée par une forte pluviométrie en toutes saisons (1 000 à 1 500 mm/an), des hivers rigoureux et un ensoleillement médiocre. 
Pour la période 1971-2000, la température annuelle moyenne est de 9,6 °C, avec une amplitude thermique annuelle de 17,5 °C. Le cumul annuel moyen de précipitations est de 1 756 mm, avec 13,8 jours de précipitations en janvier et 10,9 jours en juillet. Pour la période 1991-2020, la température moyenne annuelle observée sur la station météorologique de Météo-France la plus proche, « Maiche », sur la commune de Maîche à 7 km à vol d'oiseau, est de 7,7 °C et le cumul annuel moyen de précipitations est de 1 433,0 mm. 
La température maximale relevée sur cette station est de 34,9 °C, atteinte le 25 juillet 2019 ; la température minimale est de −26,8 °C, atteinte le 1er mars 2005,,. 
Les paramètres climatiques de la commune ont été estimés pour le milieu du siècle (2041-2070) selon différents scénarios d'émission de gaz à effet de serre à partir des nouvelles projections climatiques de référence DRIAS-2020. Ils sont consultables sur un site dédié publié par Météo-France en novembre 2022.

## Urbanisme

### Typologie
Au 1er janvier 2024, Saint-Hippolyte est catégorisée commune rurale à habitat dispersé, selon la nouvelle grille communale de densité à 7 niveaux définie par l'Insee en 2022.
Elle est située hors unité urbaine et hors attraction des villes,.

### Occupation des sols
L'occupation des sols de la commune, telle qu'elle ressort de la base de données européenne d’occupation biophysique des sols Corine Land Cover (CLC), est marquée par l'importance des forêts et milieux semi-naturels (64,6 % en 2018), une proportion identique à celle de 1990 (64,6 %). La répartition détaillée en 2018 est la suivante : 
forêts (64,6 %), prairies (25,1 %), zones urbanisées (5,4 %), zones agricoles hétérogènes (4,9 %). L'évolution de l’occupation des sols de la commune et de ses infrastructures peut être observée sur les différentes représentations cartographiques du territoire : la carte de Cassini (XVIIIe siècle), la carte d'état-major (1820-1866) et les cartes ou photos aériennes de l'IGN pour la période actuelle (1950 à aujourd'hui).

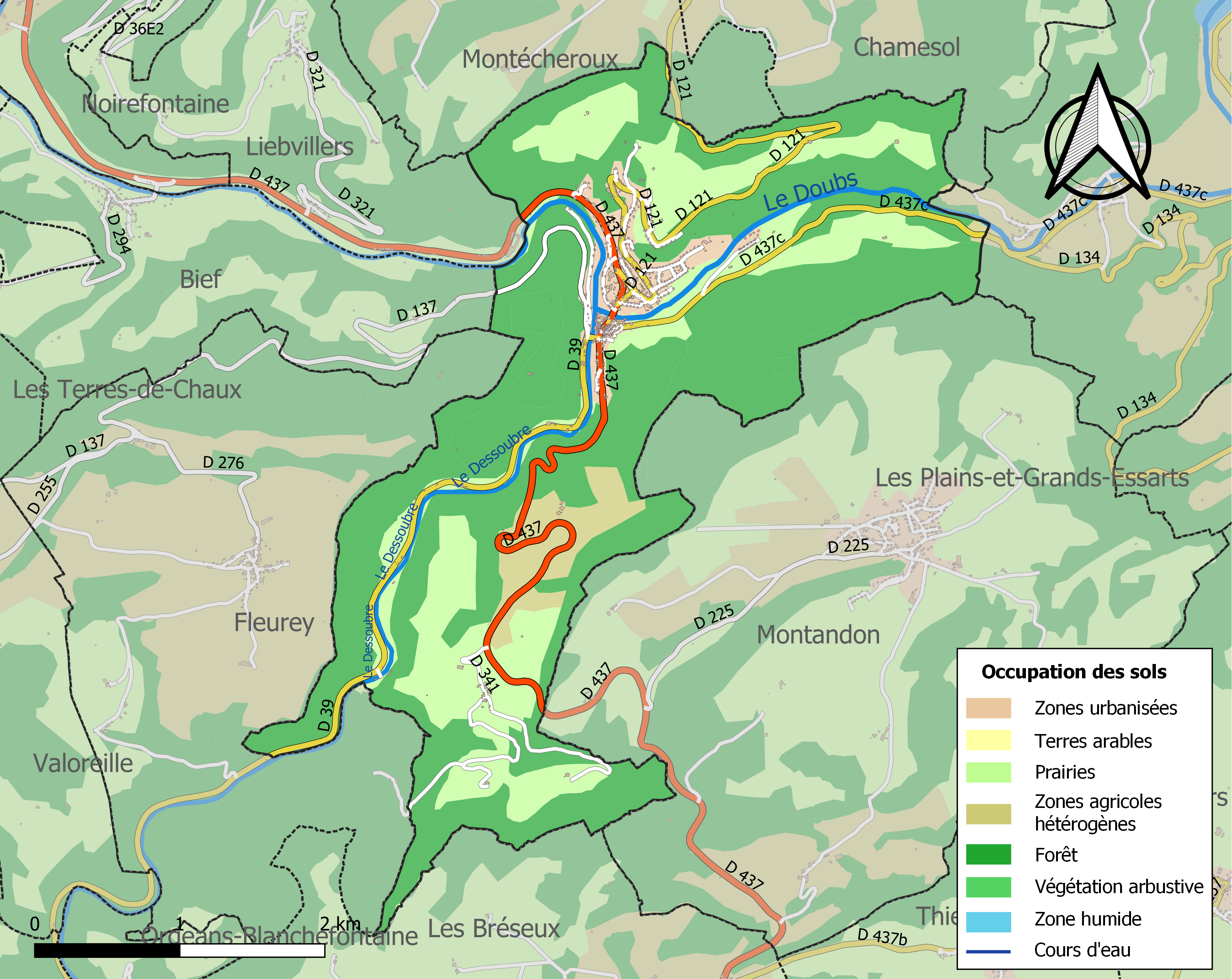
Carte des infrastructures et de l'occupation des sols de la commune en 2018 (CLC).

## Histoire
Cité très ancienne, les premiers habitants se sont établis au pied de la grotte de la Roche.

### La Franche-Montagne
À l'origine cette région, particulière par son exemption de servitude et de mainmorte, désigne les premières chaînes du Jura. La région de la Franche-Montagne était comprise entre les vallées du Doubs et du Dessoubre, aux confins de l'ancien évêché de Bâle, renfermant les seigneuries de Maîche, Trévillers, Franquemont, Saint-Julien, Réaumont, Châtelneuf-en-Vennes, Vennes et Châtillon-sous-Maîche. À partir du début du XIVe siècle cette région est réduite aux communes du canton de Maîche incluant quelques-unes de celui de Saint-Hippolyte et du Russey. Saint-Hippolyte en est la ville principale et la capitale historique depuis que le comte Jean II de la Roche lui octroya une charte de franchise le 21 septembre 1298. Elle est la capitale de trois seigneuries : celle du comté de la Roche, celle de la ville de Saint-Hippolyte et celle de Maîche. La maison de la Roche tiendra seule ces territoires, l'aîné recevant le comté alors que les cadets se partageaient Maîche et Châtillon-sous-Maîche.

### La grotte du château de la Roche
Située sur le territoire de la commune c'est une vaste caverne où les comtes de la Roche élevèrent un château détruit au XVIe siècle. À l'origine c'est une petite communauté composée de quelques fermes réparties sur le flanc de la montagne ainsi qu'une partie des villages de Soulce-Cernay et de Chamesol mais bientôt il sortira de ce lieu une puissante famille.

### VillaSancti Hyppolyti
Nommé tout d'abord "Villa Sancti Hyppolyti" dans des titres des XIe et XIIe siècles, c'était la capitale du comté de La Roche et des Franches-Montagnes qui comprenait les seigneuries de Saint-Hyppolite, Maîche et Saint-Julien, toutes dépendantes du fief du comté de Montbéliard. Le territoire de la seigneurie comprend la ville et ses terres ainsi que le « vieux Moulin », la saline de Soulce-Cernay (la ville possède des salines situées à Soulce-Cernay dès le XIIe siècle, celles-ci sont rappelées dans des chartes de 1180, 1264 et 1270), Chamesol, Montandon et Mouillevillers.
Relevant au début du XIIIe siècle de la suzeraineté d'Amédée III de Montfaucon par héritage de son père Richard III, la seigneurie appartient au comtes de la Roche qui sont issus d'une branche cadette de celle de Montbéliard. Les comtes de la Roche élisent domicile non pas au château mais dans une vaste demeure à Saint-Hippolyte qui, après sa destruction, deviendra plus tard le lieu du couvent des Ursulines Il en est de même pour leurs vassaux : les familles de Laviron, de Perceval et de Frotey demeurent toutes dans la ville. C'est aussi à Saint-Hippolyte qu'est gardé la « grande bannière du comté de la Roche » qui était portée en tête devant celle de la « Franche-Montagne ».
En 1303 le comte Jean de la Roche fonde un chapitre de huit chanoines (créateurs d'une « école de langue et poésies latines » réputée) et fait édifier la collégiale Notre-Dame de Saint-Hippolyte en 1308. Celle-ci abrite entre 1418 et 1452 (durant 34 ans) le suaire de Turin, avant qu'il ne soit transféré à Chambéry puis dans la capitale du Piémont où il est conservé actuellement.
Dans le courant du XIVe siècle la ville possédait un gouvernement municipal et avait les mêmes franchises que Montbéliard[réf. non conforme]. Au fil du temps la prospérité de Saint-Hippolyte en faisait un lieu incontournable, des foires et des marchés s'y déroulaient régulièrement, le sel tiré de Soulce-Cernay apportait la richesse, la plupart des produits et de l'artisanat pour toute la région y étaient disponibles et la présence du suaire de Turin était le point d'orgue de fêtes religieuses d'importance.
Durant les guerres de Charles le Hardi la ville est prise par les Bernois. Elle est restituée en 1478 à la maison de La Palu, qui possédait le comté de La Roche.
Après les événements de la Guerre de Dix Ans dans le courant du XVIIe siècle, la saline de Saint-Hippolyte n'est plus exploitée et les terres de la Franche-Montagne ne sont plus que ruines et désolation ; les comtes de la Roche se trouvent ruinés. Plus de la moitié des terres autrefois cultivées sont tombées en friche. Les Suisses saisissent l'occasion pour venir s'y installer.
En 1637 la ville est le siège du marquis Jacques Rouxel de Grancey, alors gouverneur de la principauté de Montbéliard. À cette époque la ville est sous la protection de Marc de Saint-Mauris, fils aîné de Jean V de Saint-Mauris (branche de Sancey) et d'Anne d'Aroz. Depuis deux siècles cette famille avait la charge de capitaine-gouverneur de la Franche-Montagne. Par son père il reçoit ce titre et celui des comtés, villes et châteaux de la Roche, Saint-Hippolyte et Maîche, seigneur de Saint-Mauris, Cour-Saint-Maurice, Fleurey, Ébey, Belleherbe, Vaucluse, Charmoille, Le Friolais, La Grange et Chassey en co-seigneurie avec ses frères. Mais en 1639 la ville est incendiée par un corps allemand du duc Bernard de Saxe-Weimar pendant la Guerre de Dix Ans. Saint-Hippolyte est rattaché à la France lors de la paix de Nimègue en 1678.
Au cours de la Révolution française, Saint-Hippolyte prend provisoirement le nom de Doubs-Marat. De 1790 à 1795, elle est chef-lieu de district et de 1800 à 1816, elle est sous-préfecture du département du Doubs avant le rattachement à ce département de Montbéliard qui s'y substitue dans ce rôle.
Lors du XIXe siècle, de nombreuses industries s'établissent : tanneries, moulins, forges, filatures.

## Politique et administration
| Période  | Période  | Identité          | Étiquette | Qualité                                          |
| -------- | -------- | ----------------- | --------- | ------------------------------------------------ |
| 1900     | 1919     | Charles Borne     |           | Sénateur du Doubs                                |
| 1919     | 1925     | Albin Brouhaud    |           |                                                  |
| 1925     | 1935     | René Colle        |           |                                                  |
| 1935     | 1959     | Joseph Brouhaud   |           |                                                  |
| 1959     | 1965     | Léon Springer     |           |                                                  |
| 1965     | 1977     | René Guenot       |           |                                                  |
| 1977     | 1983     | William Lyevre    |           |                                                  |
| 1983     | 1995     | Jean-Claude Melot |           |                                                  |
| 1995     | 2008     | Michel Loichot    |           |                                                  |
| 2008     | mai 2020 | Serge Cagnon      |           | Vice-président du Conseil Départemental du Doubs |
| mai 2020 | En cours | Boris Loichot     |           |                                                  |

## Démographie
L'évolution du nombre d'habitants est connue à travers les recensements de la population effectués dans la commune depuis 1793. Pour les communes de moins de 10 000 habitants, une enquête de recensement portant sur toute la population est réalisée tous les cinq ans, les populations de référence des années intermédiaires étant quant à elles estimées par interpolation ou extrapolation. Pour la commune, le premier recensement exhaustif entrant dans le cadre du nouveau dispositif a été réalisé en 2006.

En 2022, la commune comptait 965 habitants, en évolution de +6,75 % par rapport à 2016 (Doubs : +1,88 %, France hors Mayotte : +2,11 %).
| 1793 | 1800 | 1806 | 1821 | 1831 | 1836 | 1841 | 1846 | 1851 |
| ---- | ---- | ---- | ---- | ---- | ---- | ---- | ---- | ---- |
| 453  | 431  | 544  | 581  | 862  | 810  | 867  | 928  | 993  |

| 1856  | 1861  | 1866 | 1872  | 1876  | 1881  | 1886  | 1891  | 1896  |
| ----- | ----- | ---- | ----- | ----- | ----- | ----- | ----- | ----- |
| 1 045 | 1 126 | 956  | 1 200 | 1 190 | 1 177 | 1 116 | 1 061 | 1 069 |

| 1901  | 1906  | 1911  | 1921  | 1926  | 1931  | 1936  | 1946  | 1954  |
| ----- | ----- | ----- | ----- | ----- | ----- | ----- | ----- | ----- |
| 1 191 | 1 236 | 1 173 | 1 096 | 1 373 | 1 117 | 1 031 | 1 026 | 1 136 |

| 1962  | 1968  | 1975  | 1982  | 1990  | 1999  | 2006 | 2011 | 2016 |
| ----- | ----- | ----- | ----- | ----- | ----- | ---- | ---- | ---- |
| 1 281 | 1 256 | 1 216 | 1 179 | 1 128 | 1 045 | 936  | 905  | 904  |

| 2021 | 2022 | - | - | - | - | - | - | - |
| ---- | ---- | - | - | - | - | - | - | - |
| 939  | 965  | - | - | - | - | - | - | - |

## Lieux et monuments

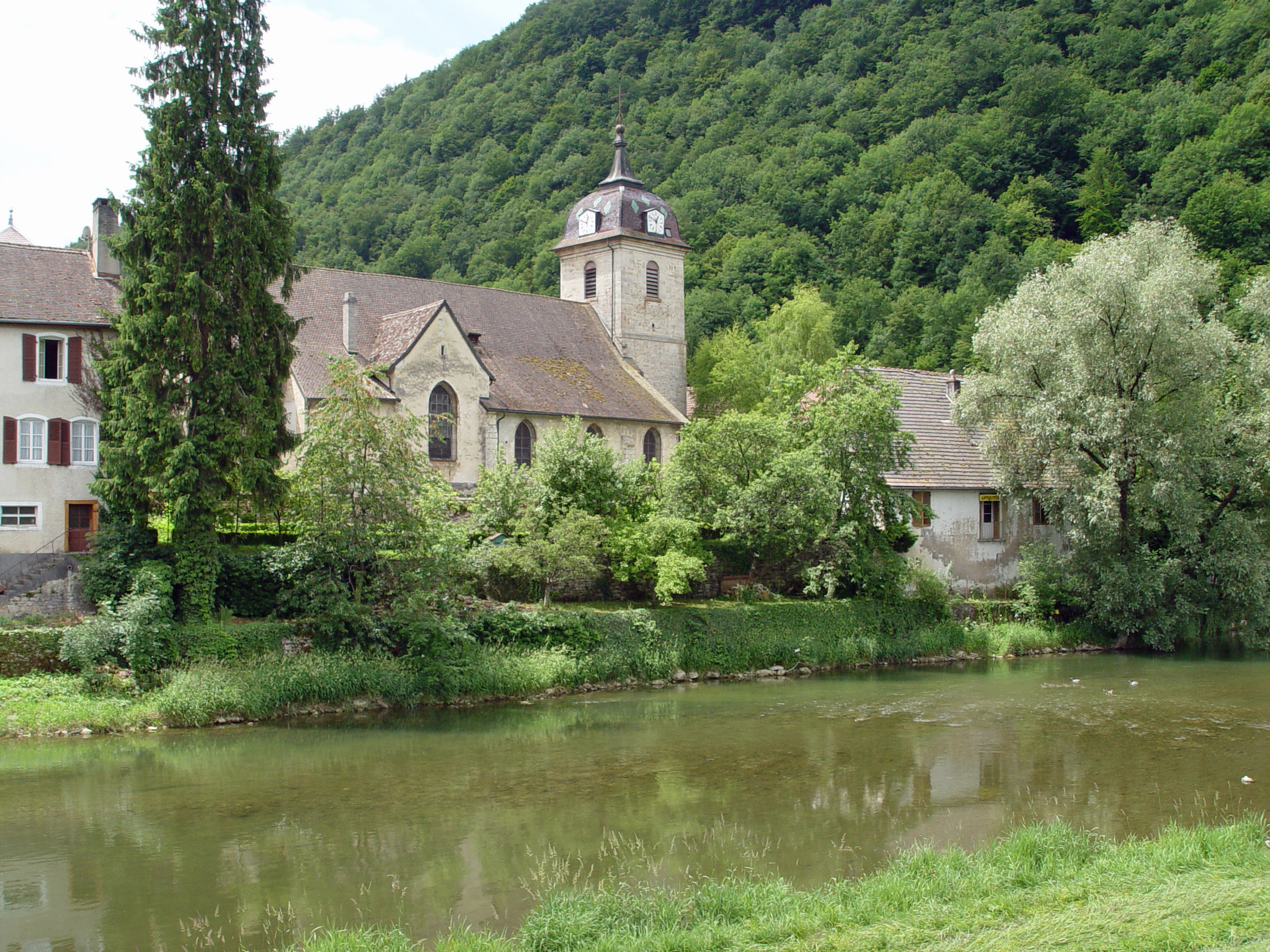
Collégiale Notre-Dame de Saint-Hippolyte

Saint-Hippolyte possède un riche patrimoine architectural qui lui permet de bénéficier du label de Cité de Caractère de Bourgogne-Franche-Comté.
- Collégiale Notre-Dame de Saint-Hippolyte (XIVe siècle), où fut conservé le Saint-Suaire, inscrite aux Monuments historiques depuis le 6 mars 1979[26].
- La longue descente qui relie le plateau de Maîche à la vallée du Doubs appelée côte de Maîche.
- Couvent des Ursulines, inscrit aux Monuments historiques depuis le 7 août 1987[27].
- Grottes de la Roche.
- Chapelle du Mont.

## Personnalités liées à la commune
Sont nés à Saint-Hippolyte :
- Hugues Babet, (1474 -1556), humaniste de la renaissance
- Claude Goudimel (1505-1572) compositeur
- Jean-Jacques Boissard (1528-1602) Poète
- Les artistes peintres Jacques Courtois (1621-1676) et Guillaume Courtois (1628-1679)
- Charles Joliet, né le 8 août 1832 et décédé le 13 février 1910, poète, littérateur, journaliste
- Georges Riat né le 18 mai 1869, décédé le 25 juillet 1905, historien de l'art et romancier

## Galerie

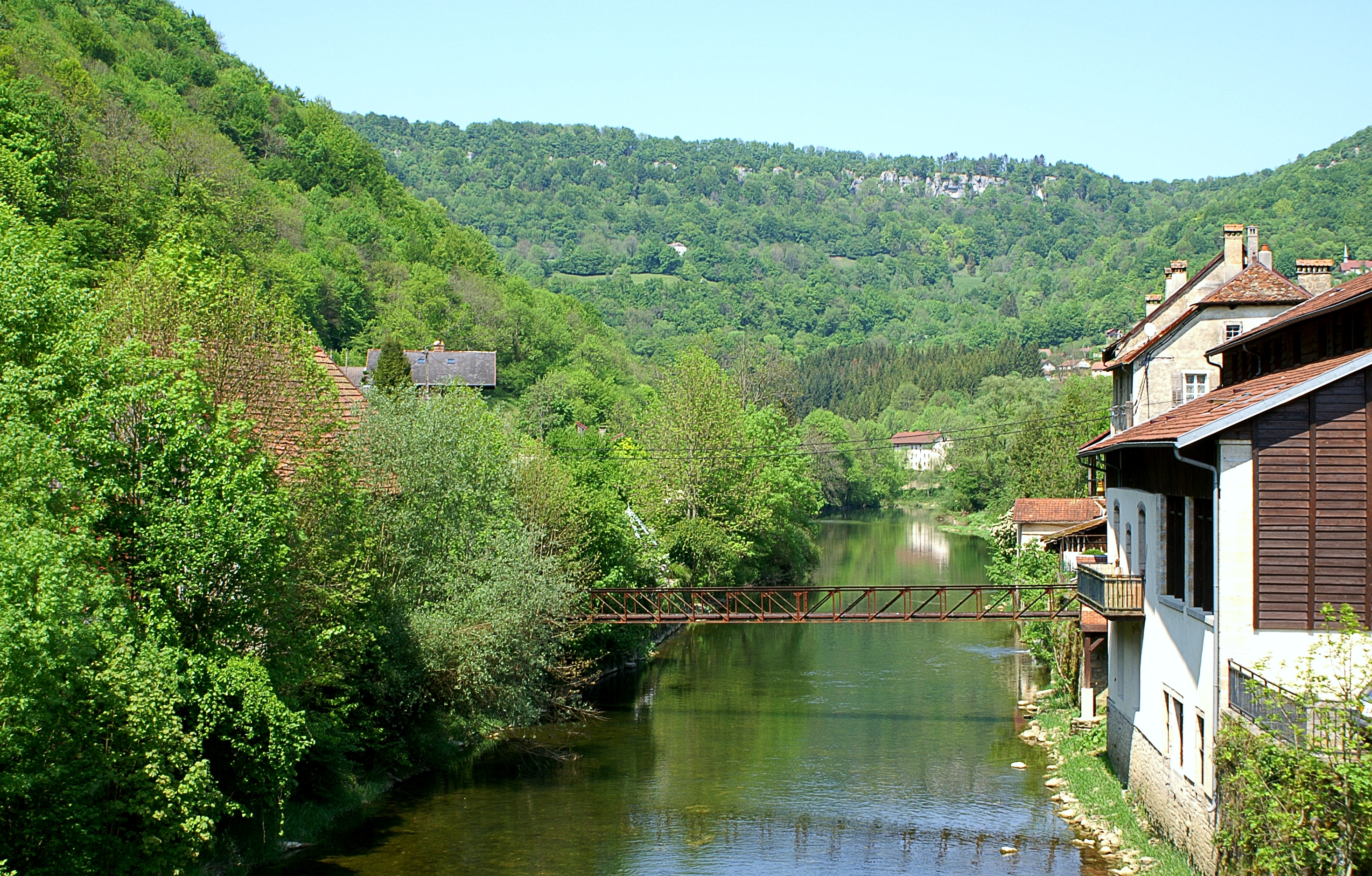
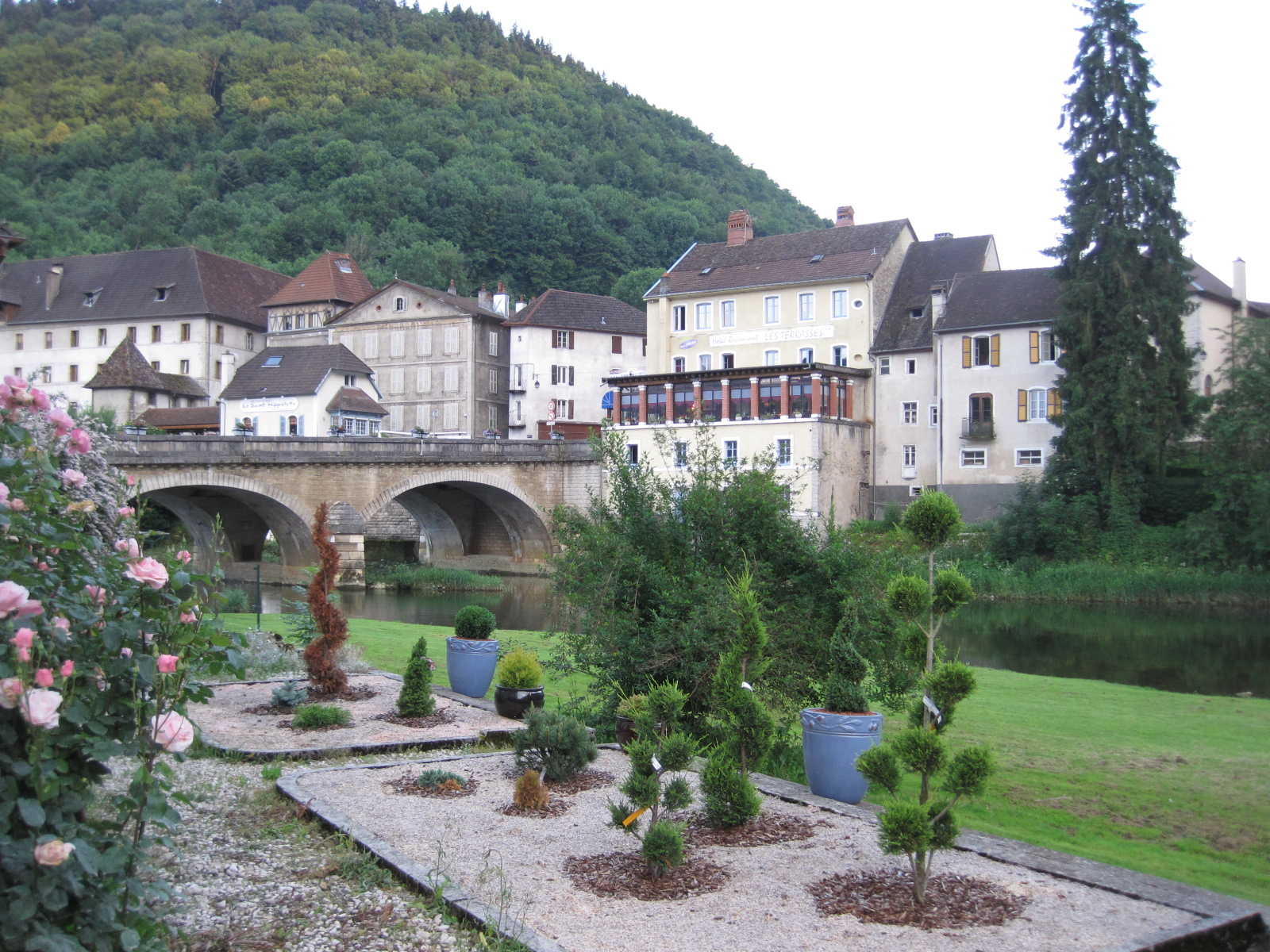
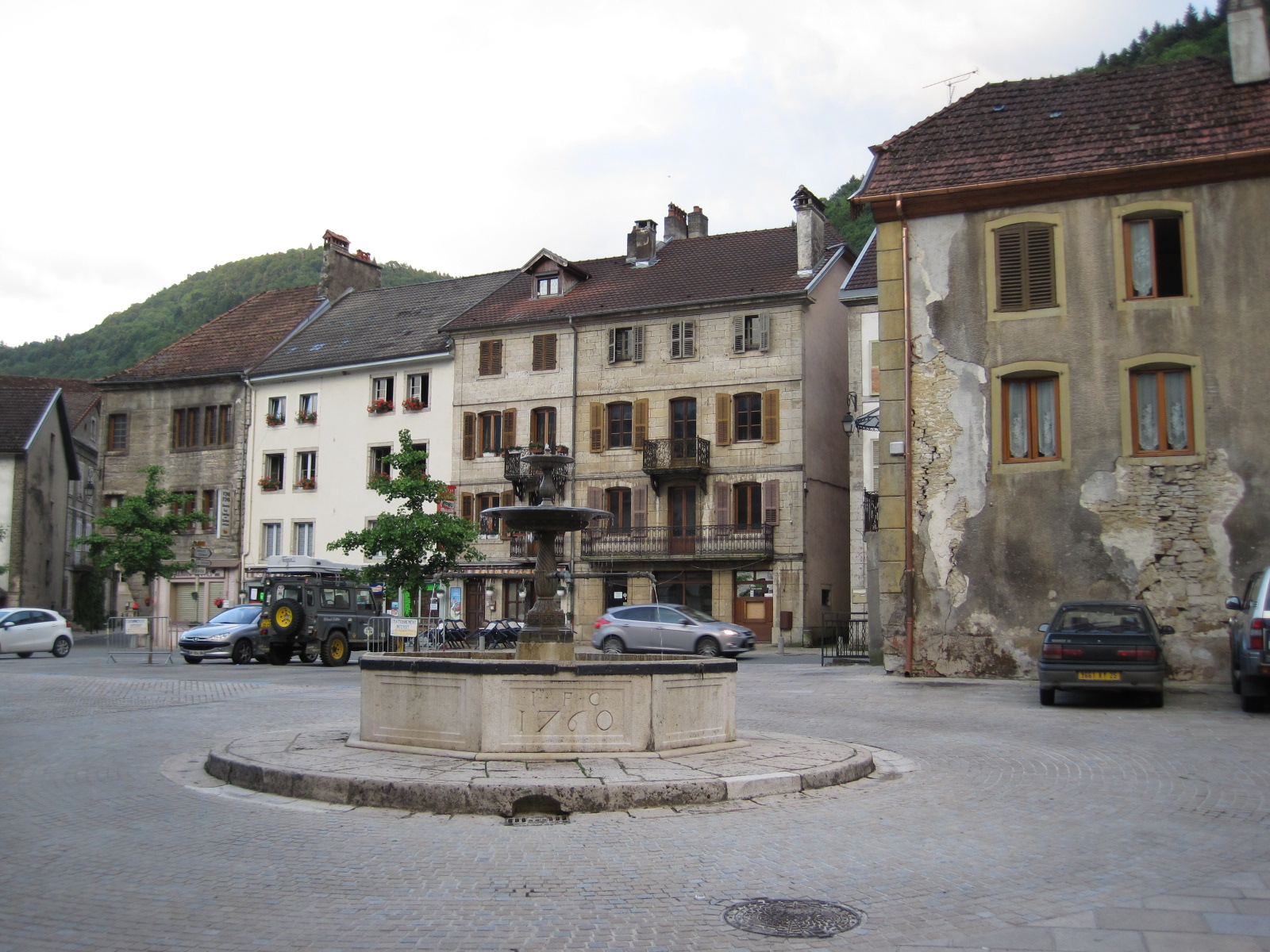
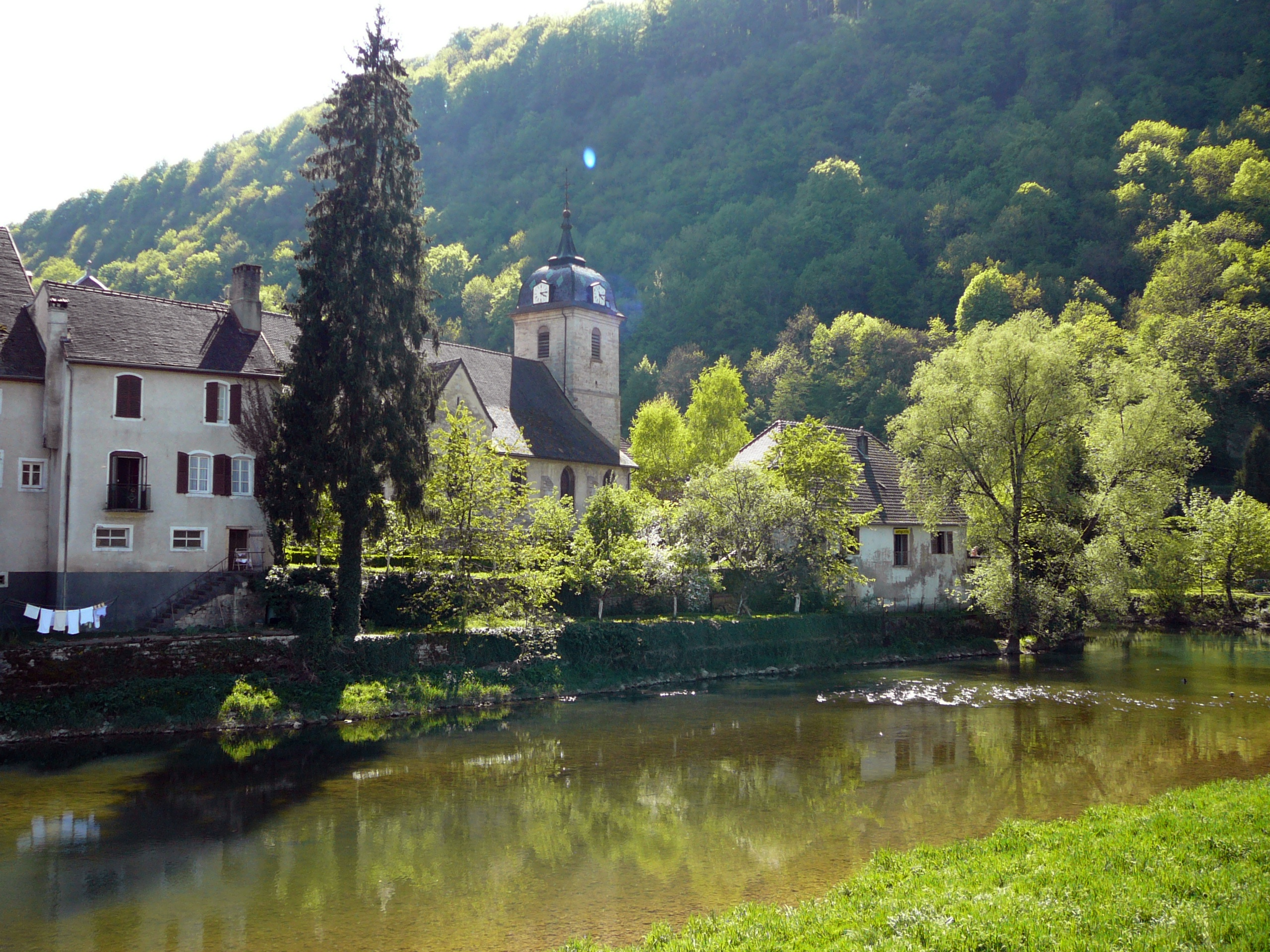
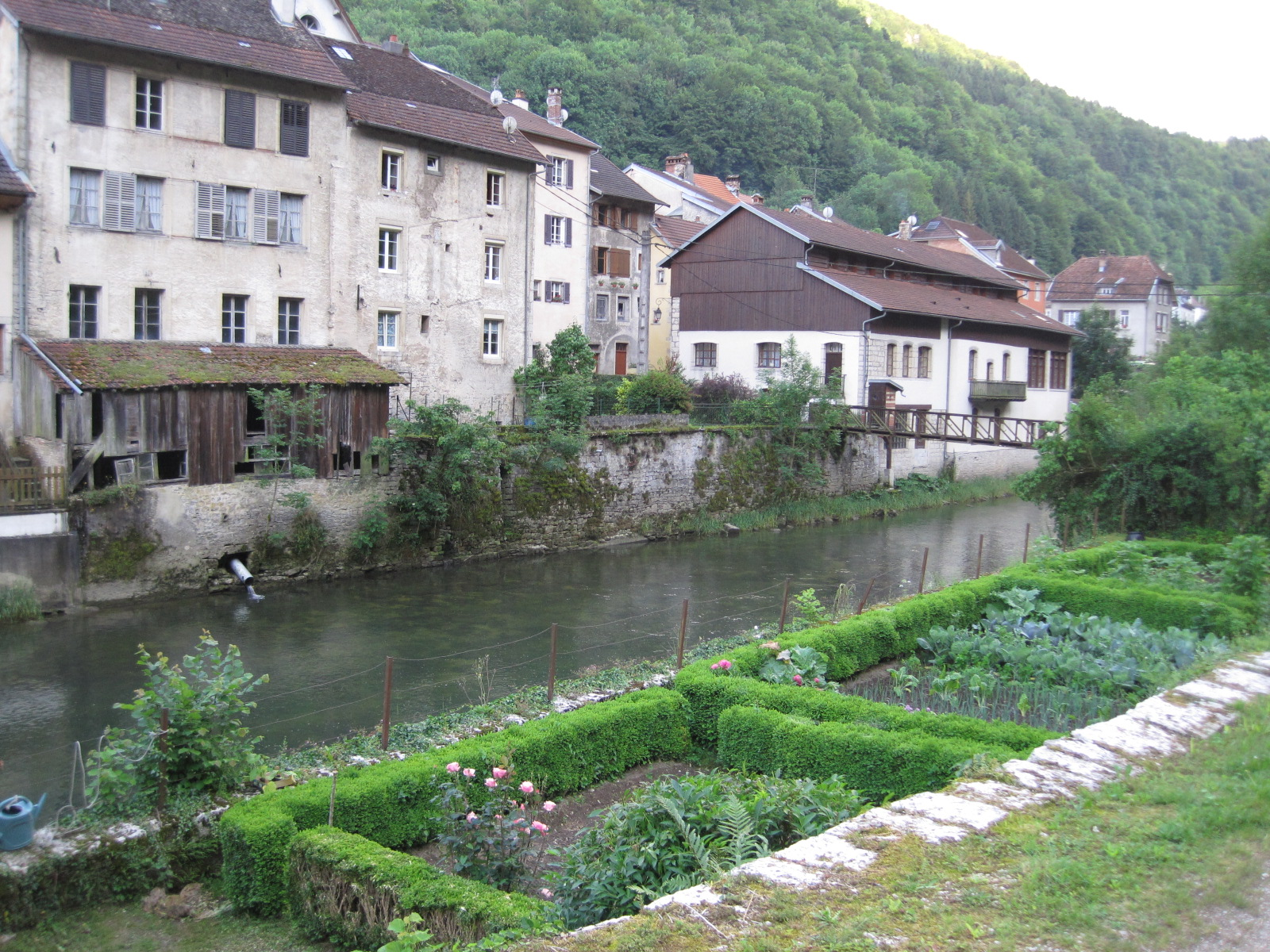
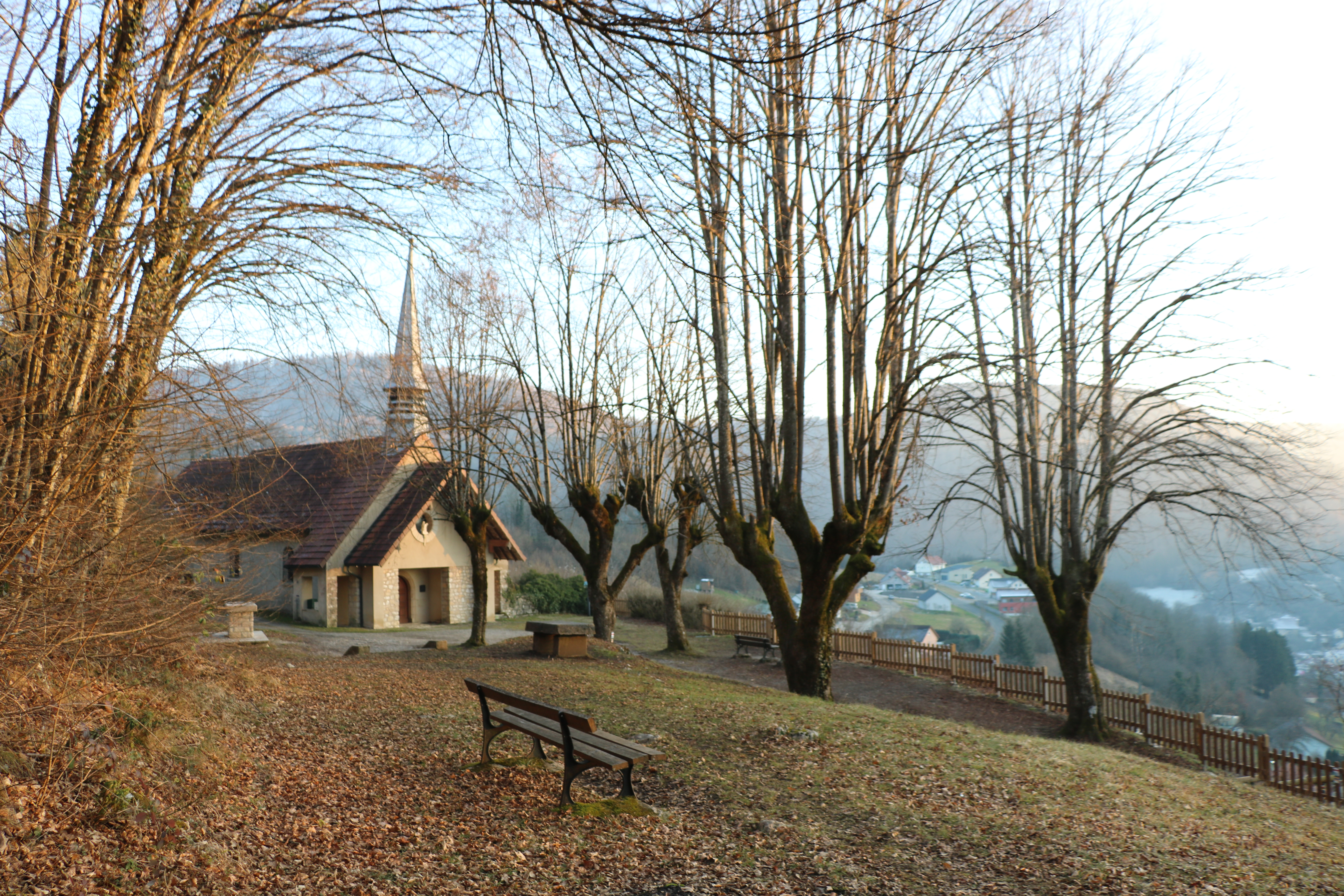